# نبردناو کلاس ویکتوریا
نبردناو کلاس ویکتوریا (به انگلیسی: Victoria-class battleship) یک کلاس از کشتی است که طول آن ۳۴۰ فوت (۱۰۰ متر) می‌باشد.